# Rachata Moraksa
Rachata Moraksa (thailändisch รชต หมอรักษา, * 21. Februar 2000) ist ein thailändischer Fußballspieler.

## Karriere
Rachata Moraksa spielte seit 2018 für den Chonburi FC. Der Verein aus Chonburi spielte in der ersten Liga, der Thai League. Bis Ende 2018 spielte er mit der U23–Mannschaft von Chonburi in der Thai League 4, in der Eastern Region. Als Jugendspieler lief er 2018 zweimal für den Club in der ersten Liga auf. 2019 wurde er an den Drittligisten Phuket City FC ausgeliehen. Für Phuket stand er dreimal in der Thai League 3 auf dem Spielfeld. 2020 wurde er an den ebenfalls in Chonburi beheimateten Drittligisten Banbueng FC ausgeliehen. Bei dem Verein handelt es sich um den ehemaligen Verein Phuket City FC. Der Verein wurde 2020 umbenannt und zog von Phuket nach Chonburi. Ende November kehrte er nach der Ausleihe nach Chonburi zurück. Im Dezember 2020 wechselte er ebenfalls auf Leihbasis zum Drittligisten  Udon United FC. Mit Udon spielte er in der North/Eastern Region. Am Ende der Saison feierte er mit dem Verein die Meisterschaft. In den Aufstiegsspielen zur zweiten Liga konnte man sich nicht durchsetzen. Nach Ende der Ausleihe kehrte er Ende Mai 2021 zu den Sharks zurück. Im Juli 2022 wurde er an den Erstligaabsteiger Samut Prakan City FC ausgeliehen. Für den Verein aus Samut Prakan bestritt er 33 Ligaspiele. Nach der Ausleihe kehrte er im Sommer 2023 nach Chonburi zurück. In der Hinrunde der Saison 2023/24 bestritt Moraksa sechs Erstligaspiele. Im Januar 2024 wurde er an den ebenfalls in der ersten Liga spielenden Police Tero FC ausgeliehen. Am Ende der Saison 2023/24 belegte er mit Police Tero den 15. Tabellenplatz und musste somit in die zweite Liga absteigen. Für Police bestritt er neun Ligaspiele. Nach der Ausleihe kehrte er im Sommer 2024 nach Chonburi zurück. Am Ende der Saison 2024/25 feierte er mit Chonburi die Zweitligameisterschaft sowie den Aufstieg in die erste Liga.

## Erfolge
Udon United FC
- Thai League 3 – North/East: 2020/21

Chonburi FC
- Thailändischer Zweitligameister: 2024/25  ▲